# 송호창 (1967년)
송호창(宋皓彰, 1967년 2월 14일 ~ )은 대한민국의 제19대 국회의원이자 인권 변호사이다. 2008년 미국산 쇠고기 촛불집회 당시 TV토론에 출연해 촛불 정국으로 대변되는 촛불민심을 지지하여, '촛불 변호사' 로 활약했다. 민주사회를 위한 변호사모임 사무차장, 그리고 2011년 서울시장 보궐 선거 후보로 나선 박원순의 대변인으로 활동했다. 제19대 총선에서 민주통합당 후보로 의왕·과천에 출마해서 당선되었다. 총선 이후에는 민주통합당을 탈당하고 안철수 후보 캠프에 합류하였다. 2015년 12월 13일 안철수가 새정치민주연합을 탈당하였지만 자신은 탈당하지 않겠다고 하였다.

## 학력
- 부산동고등학교 졸업
- 인하대학교 경상대학 경제학 학사

## 경력
- 제41회 사법시험 합격
- 제31기 사법연수원 수료
- 민주사회를 위한 변호사모임 사무차장
- 대한 변호사협회 인권위원
- 참여연대 경제개혁센터 부소장
- 한국 여성민우회 이사
- 2011년 하반기 재보궐선거 무소속 박원순 서울특별시장 후보 대변인
- 2012년 5월 ~ 2016년 5월 19대 국회의원(경기 의왕시·과천시, 민주통합당→무소속→새정치민주연합→더불어민주당, 초선)
- 민주통합당 대선후보경선 준비기획단 위원
- 민주통합당 정책위원회 부의장
- 민주통합당 원내부대표
- 더불어민주당 당무위원
- 미국 피스컬노트 자문역
- 법무법인 동서양재 변호사

## 논란
- 민주통합당에서 의왕·과천 지역에 경선 없이 전략 공천을 했으나 입당 8개월, 국회의원이 된지 6개월 만에 민주통합당을 탈당하고 안철수 대선캠프에 참여하였다.[7]
- 2012년 9월 27일 문화일보의 '송 의원이 안철수 무소속 대선 후보 캠프로 합류할 가능성이 제기된다'는 기사에 대해 그의 보좌진이 문화일보 기자에게 약 20분 동안 안철수 캠프로 갈 생각이 없다고 강력하게 항의를 했으나 10월 9일 그는 안철수 캠프 합류 공식선언했다.[8][9]

## 역대 선거 결과
| 실시년도 | 선거   | 대수 | 직책     | 선거구             | 정당       | 득표수    | 득표율          | 순위 | 당락 | 비고 |
| -------- | ------ | ---- | -------- | ------------------ | ---------- | --------- | --------------- | ---- | ---- | ---- |
| 2012년   | 총선   | 19대 | 국회의원 | 경기 의왕시·과천시 | 민주통합당 | 57,120 표 | \| \| 55.09% \| | 1위  |      | 초선 |
|          | 55.09% |      |          |                    |            |           |                 |      |      |      |

## 소속 정당
| 소속 정당 | 소속 정당      | 소속 기간 | 비고           |
| --------- | -------------- | --------- | -------------- |
|           | 민주통합당     | 2012      | 정계 입문      |
|           | 무소속         | 2012~2014 | 탈당           |
|           | 새정치연합     | 2014      | 창당준비위원회 |
|           | 새정치민주연합 | 2014~2015 | 창당           |
|           | 더불어민주당   | 2015~2017 | 당명 변경      |
|           | 무소속         | 2017~현재 | 탈당 정계 은퇴 |

## 영화
- 2013년 《경주》 ... 술상남 일행1 역
- 2015년 《남과 여》 ... 부산 브랜치 회의 참석자 역
- 2016년 《춘몽》 ... 동물원 남자 역

## 같이 보기
- 의왕시·과천시
- 의왕시의 국회의원
- 과천시의 국회의원